# Гертруд фон Дагсбург
Гертруд фон Дагсбург или Гертруд фон Егисхайм (на немски: Gertrud von Dagsburg; Gertrud von Egisheim; * ок. 1190/1206; † 30 март 1225) от благородническия род на Етихонидите е графиня от Дагсбург и Мец и чрез женитби херцогиня на Горна Лотарингия, графиня на Блоа, Шампан и графиня на Саарбрюкен-Лайнинген. Тя е наследничка на Егисхайм, Дагсбург, Мец и Моха.

## Произход и наследство
Тя е единствена дъщеря и наследничка на граф Албрехт II фон Дагсбург († 1212) и съпругата му Гертруда фон Баден († 1225), единствената дъщеря на маркграф Херман IV фон Баден († 1190) и Берта фон Тюбинген († 1169).
Двамата ѝ братя Хайнрих и Вилхелм са убити през 1202 г. при турнир в Белгия, и така благородническият род на Етихонидите с баща ѝ Албрехт II през 1211/1212 г. измира по мъжка линия. Гертруда става наследничка на графството Дагсбург.

## Фамилия
Първи брак: през 1215 или пр. 1 януари 1216 г. с херцог Теобалд I († 17 февруари или 24 март 1220), син на херцог Фридрих II († 1213) и Агнес от Бар († 1226). Теобалд става граф на Дагсбург и Мец. Бракът е бездетен.
Втори брак: през 1217 или ок. 15 май 1220 г. с граф Теобалд IV от Шампан (* 3 май 1201; † 8 юли 1253), син на граф Тибо III Шампан (1179– 1201) и на Бланш Наварска († 1229). Тя е първата му съпруга, но той я изгонва понеже не получил графствата Мец и Дагсбург. Бракът е бездетен и те се развеждат ок. 13 юли 1222 г. През 1234 г. той става Теобалд I крал на Навара.
Трети брак: през 1223/между януари и септември 1224 г. с граф Симон фон Лайнинген († ок. 1234/1235), вторият син на граф Фридрих II фон Саарбрюкен-Лайнинген († 1237) и съпругата му Агнес фон Еберщайн (* ок. 1190), дъщеря на граф Еберхард III фон Еберщайн († 1219) и Кунигунда фон Андекс († сл. 1207). Бракът е бездетен. Симон получава графството Дагсбург. Графството Мец отива на епископия Мец. Симон основава линията Лайнинген-Дагсбург.
Симон фон Лайнинген се жени втори път на 29 август 1227 г. за Жана д' Аспремон.